# مارتن كارلسون
مارتن كارلسون هو لاعب هوكي الجليد سويدي، ولد في 13 فبراير 1996 في بوروس في السويد.

## وصلات خارجية
- مارتن كارلسون على موقع EliteProspects.com (الإنجليزية)